# Parafia ewangelicko-luterańska w Baku
Parafia ewangelicko-luterańska w Baku – parafia luterańska w Baku, w Azerbejdżanie. Stanowi samodzielną jednostkę kościelną w strukturach Unii Kościołów Ewangelicko-Luterańskich w Rosji i Innych Państwach, nie jest częścią żadnego z jej kościołów regionalnych.

## Historia
Parafia ewangelicka w Baku została założona na przełomie XIX i XX wieku dla mieszkańców miasta narodowości niemieckiej, którzy stanowili znaczny odsetek kupców, rzemieślników i przemysłowców. 14 marca 1899 odbyła się uroczystość poświęcenia kościoła ewangelickiego Zbawiciela.
W związku z działaniami reżimu stalinowskiego wobec kościołów, rada parafialna podjęła starania o dalsze funkcjonowanie zboru. W 1936 z inicjatywy członka rady, Rudofa Wagnera, do Moskwy została wysłana w delegację Amalia Andriejewna Karpienko. Wystosowano również list do rządu radzieckiego i Józefa Stalina z prośbą o zachowanie niemieckiej parafii w Baku. Jednak 1 listopada 1937 proboszcz Paul Hamburg wraz z niektórymi członkami zboru zostali rozstrzelani.
Budynek kościoła został przeznaczony na siedzibę fabryki, a następnie magazynu. Po odzyskaniu niepodległości przez Azerbejdżan urządzono w nim salę koncertową. Odrodzenie wspólnoty luterańskiej nastąpiło dopiero w latach 90. XX wieku.

## Współczesność
Obecnie zbór liczy około 80 członków, a funkcję pastora pełni Menser Ismailowa. Nabożeństwa odbywają się w każdą niedzielę w kościele ewangelickim Zbawiciela w Baku, nie będącym jednak własnością parafii, a wynajmowanym od miasta na zasadach komercyjnych. Liturgia sprawowana jest w języku rosyjskim, z niektórymi elementami w języku niemieckim. Rolę centrum parafialnego pełni mieszkanie duchownej. Prowadzone są również godziny biblijne, praca diakonijna oraz chór.